# Jan Czeczot

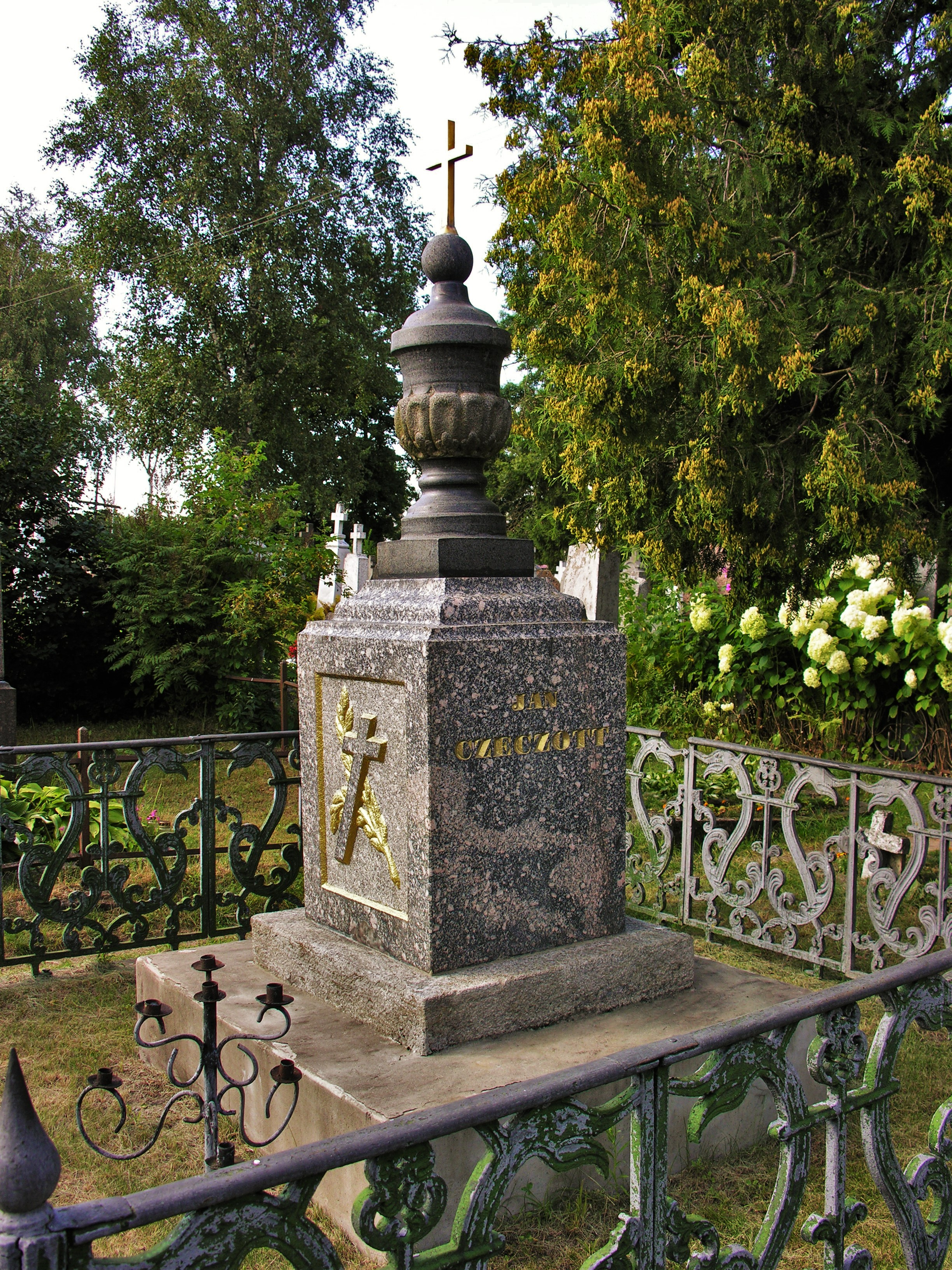
Grób Jana Czeczota na cmentarzu w Rotnicy (obecnie część Druskienik)

Jan Antoni Czeczot (Czeczott) herbu Ostoja (ur. 13 czerwca?/24 czerwca 1796 w folwarku Maluszyce w gminie Rajce, zm. 11 sierpnia?/23 sierpnia 1847 w Druskienikach) – polski poeta, tłumacz, etnograf, przyjaciel Adama Mickiewicza, sekretarz Towarzystwa Filomatycznego.

## Życie
Matka – Klara z Haciskich, ojciec – Tadeusz Czeczot herbu Ostoja, ekonom. Jan Czeczot kształcił się w Nowogródku – w powiatowej szkole dominikańskiej. Studiował na Cesarskim Uniwersytecie Wileńskim – przerwał studia najprawdopodobniej z powodów finansowych, po czym został pisarzem w zarządzie majątków Radziwiłłów.
Był sekretarzem Towarzystwa Filomatycznego, do którego należał między innymi Adam Mickiewicz, z którym przyjaźnił się. Mickiewicz wymienił go w dedykacji do trzeciej części Dziadów, a także poświęcił mu w 1820 żartobliwy wierszyk Któż nad ciebie, któż nad Janka. Stał na czele klubu poetyckiego Kastala. Za działalność konspiracyjną skazany został na zesłanie (lata 1825–1841). Został zesłany do Ufy, gdzie przebywał do 1831. Został następnie przeniesiony do Tweru, a w 1833 do Lepla. Pracował jako sekretarz zarządu Kanału Berezyńskiego. W nagrodę za znakomite opracowanie ustawy dla nawigacji po berezyńskim systemie wodnym zezwolono mu powrócić na Litwę. Przez trzy lata (1841–1843) po powrocie z zesłania był bibliotekarzem A. Chreptowicza w Szczorsach.

## Twórczość
Jan Czeczot pierwszy zbiór pieśni (Piosnki wieśniacze znad Niemna i Dźwiny, niektóre przysłowia i idiotyzmy w mowie sławiano-krewickiej z postrzeżeniem nad nią uczynionymi) wydał w 1837 roku w Wilnie. Łącznie Czeczot wydał aż siedem tomów podobnych "piosnek".
Czeczot przez całe życie zbierał folklor rodzinnej ziemi i był w tym zakresie autorytetem dla Mickiewicza. Uprawiał popularny w romantyzmie gatunek – balladę. W 1819 napisał balladę Świteź o zatopionym mieście, na której wzorował się Adam Mickiewicz, pisząc własny utwór pod takim samym tytułem, zamieszczony w tomie Ballady i romanse.
Jan Czeczot tworzył zarówno po polsku, jak i w "mowie przydworkowej", którą sam nazywał mową sławiano-krewicką. Czeczot nie uważał, żeby istniał taki język, który dałoby się nazwać białoruskim, a ten, w którym opisywał ludowe piosenki nazywał właśnie mową sławiano-krewicką. Mowa ta była, mimo odrzucenia tego postulatu przez Czeczota, kształtującym się wówczas właściwym językiem białoruskim, który nie posiadał jeszcze ściśle określonej gramatyki czy słownika. Wówczas od kilku zaledwie lat najprawdopodobniej istniał w tym języku tylko sporadycznie spotykany katechizm zatytułowany: Krótkie zebranie nauki chrześcijańskiej dla wieśniaków mówiących językiem polsko-ruskim wyznania rzymskokatolickiego. 
Melodie do wierszy Czeczota układał Stanisław Moniuszko, co stało się przyczyną ich dużej popularności. Do najpopularniejszych zalicza się Prząśniczka – od 1998 oficjalny hejnał miasta Łodzi.
Ballady Czeczota zawiera tzw. "Raptularz Czeczota" znajdujący się w Zakładzie Narodowym im. Ossolińskich.
Stworzył Śpiewki o dawnych Litwinach do roku 1434.